# Valavoire
Valavoire – miejscowość i gmina we Francji, w regionie Prowansja-Alpy-Lazurowe Wybrzeże, w departamencie Alpy Górnej Prowansji.

## Demografia
Według danych na rok 1990 gminę zamieszkiwało 40 osób, a gęstość zaludnienia wynosiła ~2 osoby/km². W styczniu 2015 r. Valavoire nadal zamieszkiwało 40 osób, przy gęstości zaludnienia wynoszącej 2,4 osób/km².